# Afroeurydemus bipunctatus
Afroeurydemus bipunctatus é uma espécie de besouro das folhas da República Democrática do Congo, descrita por Julius Weise em 1883.